# 花詩集
『花詩集』（はなししゅう）は、宝塚歌劇団で公演された、白井鐵造作の歌劇である。初演は1933年（昭和8年）で、月組が行った。

## 概要
「夢の世界から来た絵葉書」と称された豪華な舞台もさることながら、絶頂期にあった三浦時子、橘薫のコンビ（エッチン、タッチン）の代表作としても、その名を残している。また、太平洋戦争後も再演されている。多く再演されており、1963年には、30周年を記念し、(主な出演・那智わたる・麻鳥千穂ほか)星組が再演。2014年には創立100周年を記念して、同組で宝塚大劇場、東京宝塚劇場、博多座で開催。こちらは龍真咲、愛希れいかのコンビが活躍。

## 出演者・スタッフ
オリジナル
- 出演者：三浦時子、橘薫
- 作・演出：白井鐵造

100周年版
- 出演者：龍真咲、愛希れいか
- 作・演出：藤井大介

## 主な楽曲
- 白き椿
- カーネーション
- 野菊
- 鈴蘭
- 黒ばらのタンゴ

ほか

## テレビドラマ
同歌劇を原作としたオムニバステレビドラマが、1959年3月15日から同年5月3日までKRテレビ（現：TBSテレビ）系列で放送された。全8回。放送時間は毎週日曜20:00 - 20:30（JST）。

### 放送リスト
| 回 | 放送日 （1959年） | サブタイトル             | 主な出演者                                   |
| -- | ----------------- | ------------------------ | -------------------------------------------- |
| 1  | 3月15日           | 桜花賦                   | 浅茅しのぶ、原保美、花柳実                   |
| 2  | 3月22日           | からたちの花 匂うころ    | 朝丘雪路、市川春代、北原隆、根本嘉也         |
| 3  | 3月29日           | すずらん悲歌             | 鳳八千代、根本嘉也、浅川みゆ起               |
| 4  | 4月5日            | 薔薇開く頃               | 白鳥みずえ、上月佐知子、羽鳥敏子、高島忠夫   |
| 5  | 4月12日           | 菜の花咲く丘             | 根本嘉也、梶哲也、山田康雄、スリー・バブルス |
| 6  | 4月19日           | すみれとテープレコーダー | 星野みよ子、牟田悌三                         |
| 7  | 4月26日           | 薔薇の輪舞               | 原田洋子、納谷悟朗                           |
| 8  | 5月3日            | 青空とカーネーション     | 島田妙子、旗照夫                             |

（参考：『東京新聞』中日新聞東京本社、1959年3月15日 - 同年5月3日付のラジオ・テレビ欄。）
| KRT系列 日曜20:00 - 20:30枠 | KRT系列 日曜20:00 - 20:30枠               | KRT系列 日曜20:00 - 20:30枠                 |
| 前番組                      | 番組名                                    | 次番組                                      |
| --------------------------- | ----------------------------------------- | ------------------------------------------- |
| デン助の江戸ッ子侍          | 花詩集（ドラマ版） 【当番組までドラマ枠】 | プロ野球中継 または 映画番組 ※20:00 - 21:30 |